# Легка атлетика на літніх Олімпійських іграх 2008 — біг на 100 метрів з бар'єрами (жінки)
Змагання у бігу на 100 метрів з бар'єрами серед жінок на Літніх Олімпійських іграх 2008 у Пекіні проходили з 17 по 19 серпня на Пекінському національному стадіоні.

## Медалісти
| Золото         | Срібло                    | Бронза                      |
| Дон Гарпер США | Саллі Маклеллан Австралія | Прісцилла Лопес-Шліп Канада |

## Кваліфікація учасників
Національний олімпійський комітет (НОК) кожної країни мав право заявити для участі у змаганнях не більше трьох спортсменів, які виконали норматив А (12,96 с) у кваліфікаційний період з 1 січня 2007 року по 23 липня 2008 року. Також НОК міг заявити не більше одного спортсмена з тих, хто виконав норматив B (13,11 с) за той же період. Кваліфікаційні нормативи були встановлені ІААФ.

## Рекорди
Дані наведено на початок Олімпійських ігор. 
| Світовий рекорд     | Йорданка Донкова (Болгарія) | 12,21 с | Стара-Загора (Болгарія) | 20 серпня 1988 року |
| Олімпійський рекорд | Джоанна Геєс (США)          | 12,37 с | Афіни (Греція)          | 24 серпня 2004 року |

За підсумками змагань обидва рекорди залишилися незмінними.

## Змагання

### Попередні забіги
Перші дві спортменки з кожного забігу незалежно від показаного часу автоматично потрапляють до наступного раунду змагань. Також до наступного раунду потрапляють ще шість чоловік, які показали найкращий час серед решти спортсменок.
Час результатів зазначено в секундах. Також використані такі скорочення:
- Q — кваліфікована за місцем у забігу
- q — кваліфікована за часом
- SB — найкращий результат у сезоні
- PB — найкращий результат у кар'єрі
- NR — національний рекорд
- DNF — не фінішувала

| Місце | Спортсмен             | Результат | Примітки |
| ----- | --------------------- | --------- | -------- |
| 1.    | Джозефін Нкірука Онія | 12,68     | Q        |
| 2.    | Сюзанна Каллур        | 12,68     | Q        |
| 3.    | Невін Яніт            | 12,94     | q        |
| 4.    | Аврелія Тривянська    | 12,98     | q        |
| 5.    | Микола Каттанео       | 13,13     |          |
| 6.    | Люсі Скробакова       | 13,18     |          |
| 7.    | Катерина Поплавська   | 13,39     |          |
| 8.    | Міріам Бобкова        | 13,65     |          |

| Місце | Спортсмен            | Результат | Примітки |
| ----- | -------------------- | --------- | -------- |
| 1.    | Воннетт Діксон       | 12,69     | Q        |
| 2.    | Прісцилла Лопес-Шліп | 12,75     | Q        |
| 3.    | Даму Черрі           | 12,92     | q        |
| 4.    | Каролін Нітра        | 12,95     | q        |
| 5.    | Олександра Антонова  | 13,18     |          |
| 6.    | Дервал О'Рурк        | 13,22     |          |
| 7.    | Маїла Мачадо         | 13,45     |          |
| 8.    | Фадва Альбуза        | 14.24     | SB       |

| Місце | Спортсмен             | Результат | Примітки |
| ----- | --------------------- | --------- | -------- |
| 1.    | Деллорін Енніс-Лондон | 12,82     | Q        |
| 2.    | Саллі Маклеллан       | 12,83     | Q        |
| 3.    | Сара Клекстон         | 12,97     | q        |
| 4.    | Юлія Кондакова        | 13,07     |          |
| 5.    | Анджела Вайт          | 13,11     |          |
| 6.    | Єніма Аренсібія       | 13,43     |          |
| 7.    | Флора Рентумі         | 13,56     |          |
| 8.    | Едіт Варі             | 13,59     |          |

| Місце | Спортсмен                | Результат | Примітки |
| ----- | ------------------------ | --------- | -------- |
| 1.    | Лоло Джонс               | 12,71     | Q        |
| 2.    | Аная Техеда              | 12,84     | Q        |
| 3.    | Рейна Флор Окорі         | 12,98     | q        |
| 4.    | Крістіна Вукичевич       | 13,05     | PB       |
| 5.    | Тетяна Дектярева         | 13,05     |          |
| 6.    | Наталя Івонінська        | 13,20     |          |
| 7.    | Олутоїн Огастус          | 13,34     |          |
| 8.    | Хеїммі Хулісса Бернардес | 14,29     |          |

| \| Місце \| Спортсмен \| Результат \| Примітки \| \| ----- \| ---------------------- \| --------- \| -------- \| \| 1. \| Бріджітт Фостер-Гілтон \| 12,69 \| Q \| \| 2. \| Дон Гарпер \| 12,73 \| Q \| \| 3. \| Анастасія Пилипенко \| 12,99 \| \| \| 4. \| Аліша Барбер \| 13,01 \| \| \| 5. \| Євгенія Снігур \| 13,06 \| \| \| 6. \| Надін Фост \| 13,25 \| \| \| 7. \| Деде Ераваті \| 13,49 \| \| \| \| Фатмата Фофана \| DNF \| \| |                        |           |          |
| Місце | Спортсмен              | Результат | Примітки |
| 1. | Бріджітт Фостер-Гілтон | 12,69     | Q        |
| 2. | Дон Гарпер             | 12,73     | Q        |
| 3. | Анастасія Пилипенко    | 12,99     |          |
| 4. | Аліша Барбер           | 13,01     |          |
| 5. | Євгенія Снігур         | 13,06     |          |
| 6. | Надін Фост             | 13,25     |          |
| 7. | Деде Ераваті           | 13,49     |          |
| | Фатмата Фофана         | DNF       |          |

### Півфінал
Перші чотири спортменкі з кожного забігу незалежно від показаного часу автоматично потрапляють у фінал змагань.
| Місце | Спортсмен             | Результат | Примітки |
| ----- | --------------------- | --------- | -------- |
| 1.    | Лоло Джонс            | 12,43     | Q, PB    |
| 2.    | Деллорін Енніс-Лондон | 12,67     | Q        |
| 3.    | Прісцилла Лопес-Шліп  | 12,68     | Q        |
| 4.    | Саллі Маклеллан       | 12,70     | Q        |
| 5.    | Джозефін Нкірука Онія | 12,86     |          |
| 6.    | Аврелія Тривянська    | 12,96     |          |
| 7.    | Каролін Нітра         | 12,99     |          |
| 8.    | Невін Яніт            | 13,28     |          |

| Місце | Спортсмен             | Результат | Примітки |
| ----- | --------------------- | --------- | -------- |
| 1.    | Даму Черрі            | 12,62     | Q        |
| 2.    | Дон Гарпер            | 12,66     | Q        |
| 3.    | Бріджит Фостер-Гілтон | 12,76     | Q        |
| 4.    | Сара Клекстон         | 12,84     | Q        |
| 5.    | Воннетт Діксон        | 12,86     |          |
| 6.    | Рейна Флор Окорі      | 13,05     |          |
|       | Сюзанна Каллур        | DNF       |          |
|       | Аная Техеда           | DNF       |          |

### Фінал
| Місце | Спортсмен              | Результат | Примітки |
| ----- | ---------------------- | --------- | -------- |
| 1.    | Дон Гарпер             | 12,54     | PB       |
| 2.    | Саллі Маклеллан        | 12,64     |          |
| 3.    | Прісцилла Лопес-Шліп   | 12,64     |          |
| 4.    | Даму Черрі             | 12,65     |          |
| 5.    | Деллорін Енніс-Лондон  | 12,65     |          |
| 6.    | Бріджітт Фостер-Гілтон | 12,66     |          |
| 7.    | Лоло Джонс             | 12,72     |          |
| 8.    | Сара Клекстон          | 12,94     |          |